# Microdonia nitidiventris
Microdonia nitidiventris är en skalbaggsart som först beskrevs av Charles Thomas Brues 1904.  Microdonia nitidiventris ingår i släktet Microdonia och familjen kortvingar. Inga underarter finns listade i Catalogue of Life.